# Notogonioides erythropus
Notogonioides erythropus är en insektsart som beskrevs av Hermann Burmeister. Notogonioides erythropus ingår i släktet Notogonioides och familjen hornstritar. Inga underarter finns listade i Catalogue of Life.